# 旧日本勧業銀行台南支店
旧日本勧業銀行台南支店（きゅう-にほんかんぎょうぎんこう-たいなんしてん、繁体字中国語: 原日本勸業銀行臺南支店）は台湾台南市中西区にある市定古蹟の建築物。日本統治時代に最大5ヶ所あった旧日本勧業銀行（のちに第一勧業銀行を経て現在はみずほ銀行）の支店の一つとして建立され、戦後は台湾土地銀行台南支店として現在に至る。

## 沿革

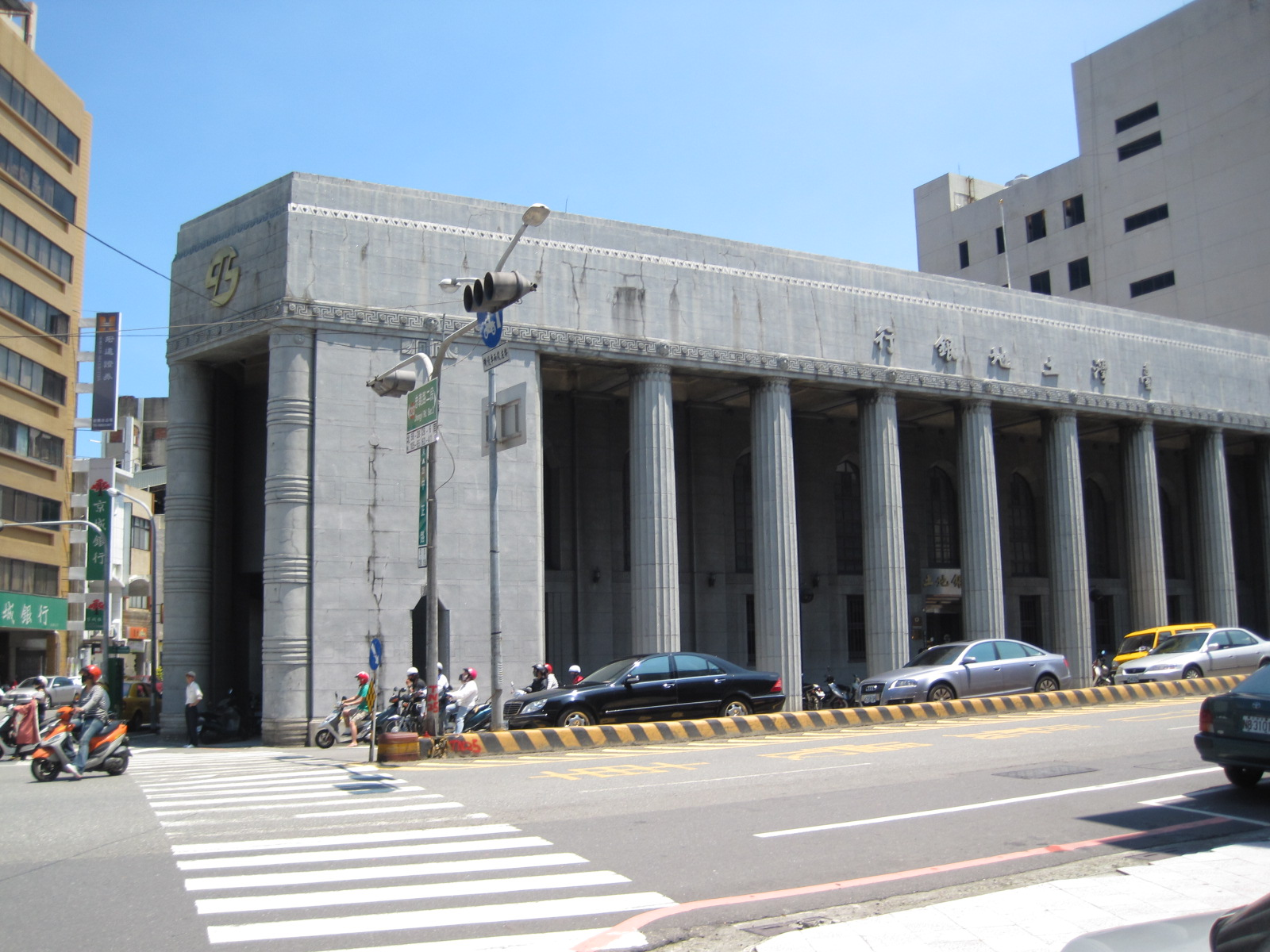
土地銀行台南支店南側

西側。道路拡幅に伴いドーリア式の柱は撤去された

日本勧業銀行は日本統治時代に大阪中立銀行と日本銀行に次いで台湾に進出した日本本土の銀行で、明治36年（1903年）8月13日に台湾総督府が発布した「律令第2号『關於日本勸業銀行為貸款土地之件（日本勧業銀行の貸付を為す土地に関する件）』」により勧銀は台湾銀行の業務を代行するようになった。日本政府は大正11年（1922年）に台北、昭和3年（1928年）3月には台南に支店設立を認可した。
台南支店は同年10月から営業を開始。当初は台南駅付近の北門町2丁目（現存しない。跡地は現在台南駅前円環にある国賓大楼で戦後は中華日報の社屋として使われていた）に支店があった。
昭和12年（1937年）、末広町1丁目119番地（現在の忠義路と中正路の交差点北東角）のハヤシ百貨店斜め向かいに支店の新社屋が落成。設計は勧銀の建築課が自ら行い、施工は東京清水組（現清水建設）が担当した。
第二次世界大戦後の民国35年（1946年）に台湾土地銀行が設立され、元勧銀台南支店は土地銀台南分行となって現在に至る。
民国72年（1983年）に両側の道路拡幅に伴い3メートル後退し、特に正面と西側は大きく姿を変えている。
民国87年（1998年）6月26日、台南市政府が市の指定古蹟登録を公告。

## 建築

柱廊天井。褐色物は燕の巣。

1933年に落成した同行台北支店（現在は国立台湾博物館土銀展示館）の設計をほぼ受け継いでいる。
1階は支店営業フロアで東側には2つの部屋があり、一つは倉庫、もう一方は地図室として使われた。西側には支店業務を行う弁公室として使われた。
2階は大会議室と食堂、厨房、3階は図書室と和室の大部屋があった。
全景
支店ビルは交差点に面した西側と南側に2階部分から覆われたアーケード（騎楼、私有地でありながら公道での歩道の役割を果たす）があり、古代と近代、中東式と西洋式、中華式、和式が混合された様々な面を持ち合わせている。古代エジプト神殿を模した柱廊を採用している。柱はギリシャのドーリア式で、走廊の天井部分は20の窪みがあり照明の装飾となっている。窪みは正方形のドームでピラミッドのように層状で上部ほど小さくなり、中央部には菊のレリーフが施されている軒蛇腹には菊花を囲むように「卍」の装飾がなされ（燕が巣作りを頻繁に行うため糞害防止のカバーで覆われている）、各柱との交差部には七福神の顔のレリーフがある。
柱は西側・南側・交差点入口で装飾が異なる。
南側（中正路側）
8本の柱と両端の重厚な壁体が配されている。外窓は上部がアーチ式で閉塞感や単調さを打ち消すアクセントとなっている。
西側（忠義路側）
5本の柱が配されていたが、忠義路拡幅事業に伴い撤去された。壁面上方には尖頭アーチ式の、下方には平窓が配されている窓。
南西角
交差点には水平方向に装飾が施された2本の円柱が両側の壁体と密着している。上方妻屋根部にはカルトューシュ（紋章などを記す装飾額用のデザイン）が施されていて、屋上の欄干機能（パラペット、中国語: 女兒牆）を兼ね備えている。

## ギャラリー
|                                                 |                                             |
| 初代台南支店ビル （戦後の中華日報本社社屋時代） | ハヤシ百貨店開業直後の 末広町交差点         |
|                                                 |                                             |
| 中華日報移転後の商業ビル                        | 忠義路拡幅前の入口が広い時期の 土銀台南分行 |

## 立地

### 交通
- 台南駅から徒歩20分弱、または下記バス
- 大台南公車（中国語版）で林百貨（中正路）、林百貨（忠義路）下車すぐ。あるいは孔廟(台灣文學館)下車。

### 周辺
民生緑園文化園区に含まれ、隣接する孔廟文化園区とともに文化資産が徒歩圏内に多数ある
| - ハヤシ百貨店（交差点斜め向かい） - 鄭氏家廟（北隣） - 湯徳章紀念公園（西側） - 旧台南州庁（現国立台湾文学館） - 開隆宮 - 聖母無玷原罪始胎堂（別名：中山天主堂、太平境教會） - 呉園（台南公会堂） - 台湾首廟天壇 - 旧台南測候所 - 旧台南合同庁舎 | - 開基三官廟 - 忠義国小 - 旧台南警察署 - 旧台南武徳殿 - 台南孔子廟 - 開基永華宮 - 旧嘉南大圳組合事務所（現嘉南農田水利会） - 旧台南地方法院 - 台湾府城隍廟 - 鶯料理（料亭） |  |